# Myrotheciastrum salvadorae
Myrotheciastrum salvadorae är en svampart som beskrevs av Abbas & B. Sutton 1988. Myrotheciastrum salvadorae ingår i släktet Myrotheciastrum, divisionen sporsäcksvampar och riket svampar.   Inga underarter finns listade i Catalogue of Life.